# Rolling Thunder Revue: A Bob Dylan Story
Pour plus de détails, voir Fiche technique et Distribution.
Rolling Thunder Revue: A Bob Dylan Story est un film américain réalisé par Martin Scorsese, sorti en 2019.

## Synopsis
Martin Scorsese recrée la tournée Rolling Thunder Revue de Bob Dylan à travers des images d'archives restaurées, des témoignages et des éléments mythiques et historiques.

## Fiche technique
- Titre : Rolling Thunder Revue: A Bob Dylan Story
- Réalisation : Martin Scorsese
- Photographie : Howard Alk, Paul Goldsmith, Ellen Kuras et David Myers
- Montage : Damian Rodriguez et David Tedeschi
- Production : Margaret Bodde et Jeff Rosen
- Société de production : Grey Water Park Productions et Sikelia Productions
- Pays :  États-Unis
- Genre : Documentaire
- Durée : 142 minutes
- Dates de sortie : 
  - Netflix : 12 juin 2019

## Accueil
Le film a reçu un accueil très favorable de la critique. Il obtient un score moyen de 86 % sur Metacritic.